# 聖經心理學
聖經心理學是基督教神學家就現時心理學的方法及理論，加以配合《聖經》的中心思想而成的學科。他們認為：現代心理學是基於佛洛依德的學說及柏拉圖的古希腊哲学思想而建立的學說，是一種消極的學說，所以以此為基礎的輔導，並未能為被輔導者帶來希望。若依照心理學的理論和方法進行輔導的話，會使人逐漸遠離神，因為聖經上說：
|  | 我只怕你們的心或偏於邪，失去那向基督所存純一清潔的，就像蛇用詭詐誘惑了夏娃一樣。 |

聖經心理學着重魂和靈的差異，而不是視為同義詞。